# Oncidium maduroi
Oncidium maduroi là một loài thực vật có hoa trong họ Lan. Loài này được Dressler mô tả khoa học đầu tiên năm 2000.